# Agnes Alexiusson
Agnes Alexiusson est une boxeuse suédoise née le 19 avril 1996.

## Carrière
Sa carrière amateur est principalement marquée par une médaille de bronze aux Jeux olympiques de la jeunesse de 2014 ainsi qu'une médaille de bronze remportée aux Jeux européens de 2019 dans la catégorie des poids légers.

## Palmarès

### Jeux européens
- Médaille de bronze en -60 kg en 2019 à Minsk, Biélorussie